# Mark Whitehouse
Mark Whitehouse (* 1. Mai 1993 in Reigate) ist ein britischer Tennisspieler aus England.

## Karriere
Whitehouse spielte 2008 auf der ITF Junior Tour nur ein einziges Match.
Nach dem Abschluss der Schule begann er ein Mathematikstudium am Imperial College London, wo er auch im College Tennis aktiv war. 2015 wurde er im Herreneinzel Collegemeister, als erster britischer Spieler seit Colin Fleming im Jahr 2007. Im Folgejahr, seinem gleichzeitig letzten Studienjahr, erreichte er abermals das Endspiel. Er vertrat sein Land 2015 und 2017 bei der Sommer-Universiade im Einzel. Er schied 2015 in der dritten Runde und 2017 im Achtelfinale aus.
Ab 2013 spielte Whitehouse Profiturniere; bis zum Jahr 2018 allerdings nur in unregelmäßigen Abständen. Auf der ITF Future Tour gewann er 2018 zwei Titel, wodurch er im Einzel in der Tennisweltrangliste erstmals die Top 600 erreichte. 2019 gewann er seinen dritten und bislang letzten Einzeltitel. Auf der höher dotierten ATP Challenger Tour gelang ihm 2022 in Sydney das bislang einzige Mal auch ein Match auf der höher dotierten Turnierebene zu gewinnen, als er den Australier Dayne Kelly besiegte. Ansonsten war er ab 2019 primär im Doppel erfolgreich, wo er in diesem Jahr die ersten zwei Future-Titel gewann. Zwischen 2021 und 2024 gewann er jährlich mindestens zwei und insgesamt elf weitere, wodurch er in der Rangliste zwei Saison unter den besten 300 Doppelspielern des Jahres abschloss. Bei Challengers setzte er sich zunächst nicht durch, nur zweimal schaffte er es in ein Halbfinale. Der größte Erfolg gelang ihm dann im März 2025, als er mit dem Bolivier Juan Carlos Prado Ángelo den Titel auf Kreta gewann. Seine beste Doppelplatzierung datiert allerdings noch auf den Juni 2023, als er Rang 222 erreicht hatte, knapp 80 Plätze höher als Anfang 2025.

## Erfolge
| Legende (Anzahl der Siege) |
| Grand Slam                 |
| ATP Finals                 |
| ATP Tour Masters 1000      |
| ATP Tour 500               |
| ATP Tour 250               |
| ATP Challenger Tour (1)    |

### Doppel

#### Turniersiege
| Nr. | Datum         | Turnier     | Belag     | Partner                  | Finalgegner                | Ergebnis  |
| --- | ------------- | ----------- | --------- | ------------------------ | -------------------------- | --------- |
| 1.  | 16. März 2025 | Hersonissos | Hartplatz | Juan Carlos Prado Ángelo | Dennis Novak Zsombor Piros | 7:62, 6:2 |